# ジョゼフ・ケッセル

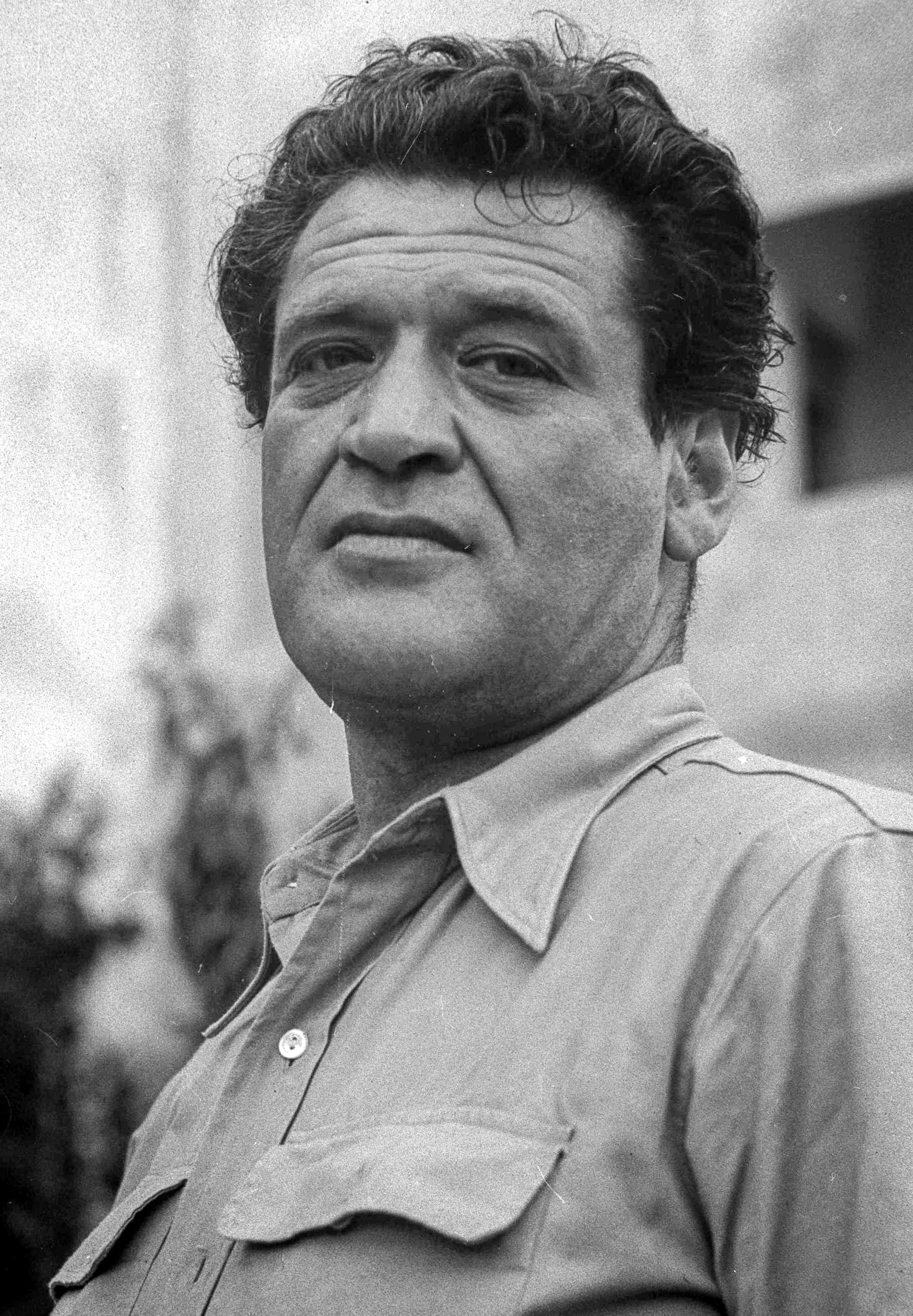
ジョゼフ・ケッセル

ジョゼフ・ケッセル（Joseph Kessel, 1898年2月10日 - 1979年7月23日）は、フランスの小説家、ジャーナリスト、脚本家。

## 概要
1898年にアルゼンチンのビジャ・クララに生まれる。父はリトアニア系のユダヤ人。幼少期をソ連のオレンブルクで過ごし、フランスに移住。
1922年に、短編集『赤い草原』をガリマール社から出版し、作家としての才能を認められる。
1923年には、第一次世界大戦での戦闘機操縦士の体験をもとに長編小説『L'Équipage』を発表し、日本でも『エキパージユ』や『最後の戦闘機』の題で翻訳が第二次世界大戦前に出版される。
1925年には、スイスの高原療養所に夫人が入ったときの体験をもとに療養生活者を描いた長編小説『とらわれの人々』を発表。
1927年には、アカデミー・フランセーズの小説大賞を授与された。
1929年には、『昼顔』を発表。この作品は1967年にカトリーヌ・ドヌーヴ主演で映画化され、第28回ヴェネツィア国際映画祭で最高賞である金獅子賞を受賞した。

## 主な作品

### 小説
- 赤い草原 La Steppe Rouge （1922年） - 短編集　「赤い草原」田辺貞之助訳. 角川文庫, 1959
- エキパージユ L'Équipage （1923年）「エキパージユ」桃井京次訳. アルス, 1930
- とらわれの人々 Les Captifs （1925年）「とらわれの人々」桜井成夫訳. 大日本雄弁会講談社, 1957
- 朝のない夜 Nuits de princes （1927年）「朝のない夜」田辺貞之助 訳、筑摩書房, 1953　のち角川文庫
- 昼顔 Belle de Jour （1929年）- 堀口大學訳、新潮文庫
- Le Coup de Grâce （1931年） - 映画『モロッコ慕情』の原作
- Fortune Carrée （1932年） - 映画『風雲の鬼将軍 四角い帆』の原作
- 流弾 Une balle perdue （1935年）「流弾」永戸俊雄訳. 新潮社, 1936
- La Passante du Sans-Souci （1936年） - 映画『サン・スーシの女』の原作
- 空の英雄メルモーズ Mermoz （1938年） - ジャン・メルモーズの伝記　「空の英雄メルモーズ」山崎庸一郎,水野綾子訳. 中央公論社, 1988.5
- 影の軍隊 L'Armée des ombres （1943年）「影の軍隊」榊原晃三訳. 早川書房, 1970
- 幸福の後に来るもの Le Tour du Malheur （1950年 - ） - 全四巻　「幸福の後にくるもの」堀口大學訳、新潮社, 1951-52　のち文庫
  - メディシスの泉のほとり La Fontaine Médecis
  - ペルナン事件 L'Affaire Bernan
  - 夾竹桃花のさかりを Les Lauriers roses
  - 石膏の人 L'Homme de plâtre
- 恋路 Les Amants du Tage （1954年） - 映画『過去をもつ愛情』の原作　「恋路」堀口大學訳. 新潮社, 1955
- ライオン Le Lion （1958年）「ライオン :ケニアの少女の恋物語」新庄嘉章訳. 新潮社, 1959

「ライオン (ガリマール・コレクション) ケレック 絵, 多田智満子訳. 日本ブリタニカ, 1981.7 児童書／白水社、1986
- 奇蹟の指をもつ男 Les Mains du miracle （1960年）「奇蹟の指をもつ男」品田一良訳. 新潮社, 1962
- 騎馬の民 Les Cavaliers （1967年）「騎馬の民」榊原晃三訳. 読売新聞社, 1969　のちハヤカワ文庫
- 『最後の戦闘機』北川冬彦, 井原彦六 訳. 西東書林, 1936
- 『佯りなき心』仏蘭西文学賞叢書 第8　佐藤正彰訳、実業之日本社, 1941
- 『深夜の女王』田辺貞之助訳、河出書房・新書, 1955
- 『薔薇のスタビスキー』ジョルジュ・センプルン共著、佐々木武・山根貞男訳、講談社, 1975

### 映画
- 白銀の翼 L'Équipage （フランス、1928年） - 原作『エキパージユ』
- バラライカ Nuits de princes （フランス、1929年） - 原作『朝のない夜』
- 最後の戦闘機 L'Équipage （フランス、1935年） - 原作『エキパージユ』、共同脚色
- うたかたの恋 Mayerling （フランス、1936年） - 共同脚色
- モロッコ慕情 Siricco （アメリカ、1951年） - 原作
- 過去をもつ愛情 Les Amants du Tage （フランス、1955年） - 原作『恋路』
- 風雲の鬼将軍 四角い帆 Fortune carrée （フランス、1955年） - 原作、共同脚色
- ライオン The Lion （アメリカ、1962年） - 原作
- 将軍たちの夜 The Night of the Generals （イギリス・フランス、1967年） - 共同脚色
- 昼顔 Belle de jour （フランス、1967年） - 原作
- 影の軍隊 L'Armée des ombres （フランス、1969年） - 原作
- 狼の賭け Le Temps des loups (フランス・イタリア、1970年) - 原作
- ホースメン The Horsemen （アメリカ、1971年） - 原作『騎馬の民』
- サン・スーシの女 La Passante du Sans-Souci （フランス、1982年） - 原作